# Almanach Karaimski
«Almanach Karaimski» («Караимский алманах») — журнал, публикующий работы по караимоведению и другим научным направлениям, связанным с караимским народом.
Первый номер журнала вышел в 2007 году под редакцией Мариоли Абкович и Анны Сулимович. Второй том вышел в свет в 2013 году. С тех пор журнал издаётся как ежегодный издательством «Bitik», принадлежащим Союзу польских караимов. До 2019 года журнал получал финансовую поддержку от министра администрации и цифровизации, а затем от Министерства внутренних дел и управления, а после 2019 года — от министра культуры и национального наследия.
Журнал публикует исторические, лингвистические и культурологические работы, обзоры и доклады на языках конференций (английском, немецком, французском), а также на польском, русском и турецком языках.
Главный редактор журнала — Мариуш Павелец. В состав редколлегии входят: Мариоля Абкович, Селим Хазбиевич, Карина Фиркавичюте, Петр Калета, Артур Конопацкий, Михал Немет, Камиль Стаховский и Анна Сулимович.